# Алб де Кодру
Алб де Ко́дру — столове біле марочне вино із винограду сортів Аліготе (75 %) і Піно фран (25 %), що ростуть в Центральній сільськогосподарській зоні Молдови. Марка розроблена Молдавським НДІ виноградарства і виноробства. Виробляється з 1957 року.
Колір світло-солом'яний, букет тонкий. Спирт 10—12 %, кислотність 6—7 г/л.
Для виготовлення вина виноград збирають при цукристості 18—20 %, переробляють окремо. Виноматеріал готують відповідно до технологічних інструкцій. Освітлені виноматеріали купажують, витримують 16 місяців в бочках чи бутах і півроку в пляшках.